# Histon H1

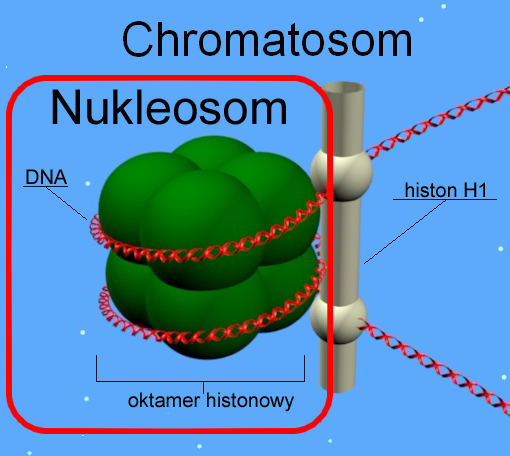
Chromatosom z zaznaczonym nukleosomem

Histon H1 – rodzina białek wchodzących w skład chromatyny, jeden z 5 głównych histonów.
Histon H1 nie tworzy struktury nukleosomu, jest on odpowiedzialny za formowanie i stabilizację chromatosomu. Najbardziej zmienny spośród wszystkich histonów, odpowiada za kondensację włókien chromatyny i za regulację aktywności genów.
Białka H1 zbudowane są z trzech odrębnych strukturalnie domen (centralnej domeny globularnej, długiego C-końca i krótkiego N-końca) pełniących różne funkcje w strukturze chromatyny.
Histon ten występuje w aktywnej transkrypcyjnie, jak i w nieaktywnej chromatynie. Indukuje kondensacje włókien polinukleosomowych wpływając na regulację ekspresji genów przez bezpośrednie lub pośrednie blokowanie wiązania czynników transkrypcyjnych.